# プルゼニ - フルト・イム・ヴァルト線
プルゼニ - フルト・イム・ヴァルト線（チェコ語：Železniční trať Plzeň – Furth im Wald）は、チェコ国鉄の鉄道線の名称である。路線番号は180。この路線はバイエルン州とチェコを結ぶ役割を担っている。

## 歴史

### ボヘミア西部鉄道およびオーストリア帝国の国有化

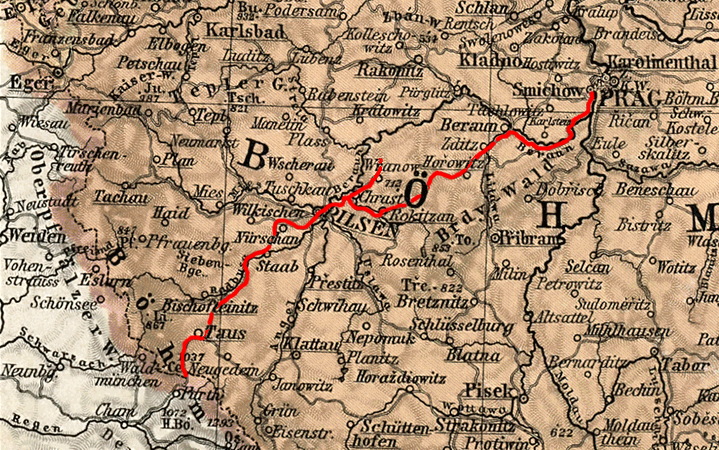
ボヘミア西部鉄道の路線網

オーストリア帝国とバイエルン王国は1851年6月に鉄道連結に関する条約を結び、その内容は両国の鉄道結合の目的で事前に鉄道システムを綿密に調査することであった。1856年5月26日の条約ではその義務条項が決定された。同年にレオポルト・レーメル（Leopold von Lämel, 1790–1867）は有力な貴族とともにこの路線の経路を含めて、ピルゼン - ブドヴァイス区間などの鉄道建設許可を申し込んだ。1858年9月20日にバイエルン政府はフルト・イム・ヴァルトを接続地点として指定した。レーメルの資金事情の原因で、建設許可は撤回されて、プラハ鉄鋼産業会社（Prager Eisenindustrie-Gesellschaft）はピルゼン - バイエルン国境区間の鉄道建設に関する要請書を提出した。1860年12月13日に帝国特任ボヘミア西部鉄道（k.k. previlegierte Böhmische Westbahn, BWB）の理事会が結成された。
1860年5月7日に建設工事が開始されて、この路線およびフラースト - ピルゼン区間は1861年10月15日に開業された。国境とフルトの区間はバイエルン東部鉄道（Bayerische Ostbahn）に属したが、BWBが賃貸契約によりその区間を運営した。1895年1月1日にこの路線は国有化されて、オーストリア帝国鉄道（kkStB）に属することとなった。

### チェコスロバキア鉄道
オーストリア＝ハンガリー帝国の解体以後、この路線は1919年に新生のチェコスロバキア鉄道（ČSD）が引き受けた。1938年秋にズデーテン地方の併合でニルヴァーナ - ホリーショヴ間およびバビロン - フルト間はドイツ国営鉄道レーゲンスブルク管理局の所属となった。チェコスロバキア解体の以後、この路線は完全に国営鉄道に属して、ニュルンベルク - シュヴァンドルフ線およびシュヴァンドルフ - フルト線と一緒に同じ路線番号で管理された。
第二次世界大戦の終戦後、この路線はČSD所属に戻った。国境線とフルト・イム・ヴァルトの間運営に関する賃貸契約はもはや更新されなかった。1952年までČSDはフルトまで旅客列車を運行したが、鉄のカーテンの結果、旅客列車路線は廃止された。その時期に貨物列車のみが越境し続いて走行した。
1970年代の初めにミュンヘン - プラハ区間の列車がプラハの春の影響で開設された。1989年ビロード革命以後、ユーロシティ列車はこの路線を経由してチューリヒまで運行された。

### チェコ鉄道
1993年にこの路線はチェコスロバキアの分離のため、新生のチェコ鉄道（ČD）が引き受けた。2002年にドイツ鉄道はこの路線を経由した長距離列車を廃止したが、2年後の2004年12月にプラハ - ミュンヘン間路線運行は再開された。
2019年12月5日にプルゼニ市内区間の改修工事は2年ぶりにプルゼニ・スクヴルナーニ駅の新設とともに終了した。線路の拡張および線形改良で、列車の走行速度は高まった。2021年8月4日にプラハ行きの特急列車とドマジュリツェ行きの旅客列車が衝突する事故がミラヴチェ駅の近くで発生して、機関士を含めて3人が死亡した。

## 沿線概況
列車はプルゼニ中央駅を出発して西の方向にプルゼニ - ヘプ線と平行に走行する。この路線は南郊外駅から南西方向に旋回して、ヘプ方面線路の上を横切る。列車はその後ヴェイプルニツェ小川を沿ってニージャニ駅を過ぎ、90度の曲線ですぐに南の方へ向かう。この路線は分水界を横断した後に南西側の上り坂へ伸びる。列車はラドブザ川とズブジナ川を沿って走行しボヘミア森のチェスカー・クビツェ峠に至る。チェスカー・クビツェ駅がら下り坂が長い距離で続いて、列車はいくつかのカーブとクロェプフレスベルク・トンネルを経てフルト・イム・ヴァルト駅に到着する。

## 運行形態

### 特急「スーパーシティ(EC)」
- バヴォルスキー・エクスプレス号：　プラハ - プルゼニ - ミュンヘン
2時間に1本運行されている。プルゼニ以東は170号線、フルト以南はドイツ国鉄875号線に直通する。ドイツ国内では、アリヴァ・レンダーバーン・エクスプレス（ALEX）として運行される。
過去の運行形態
2014年以前は、エクスプレス(Ex)の種別で運行していた。4時間に1本、一日4往復しか運行していなかった他、ホリーショフを通過していた。
2014年末に、うち2往復に限りユーロシティ(EC)に格上げされた。ユーロシティ(EC)は、ビストロ車両・子供用スペース・女性用スペースが用意されていた。エクスプレス(Ex)のままの列車は、当時車内Wi-fiが利用不可であった他、手回り品持ち込み目的での自転車用スペース利用ができなかった。
2017年末に、列車種別がエクスプレス(Ex)に統一された。2時間に1本の本数に増発された他、ホリーショフが停車駅に追加された。愛称名が「ザーパｄ－ニー・エクスプレス」となった。
2021年末に、ユーロシティ(EC)に格上げされた。
2024年度より、愛称名が「バヴォルスキー・エクスプレス」に変更となった。

### 快速「スピェシニー(Sp)」
平日の片道1本のみ、ドマジリツェ→プルゼニ間に運行する。2017年末に運行を開始した。

### 普通
ドマジリツェを境に系統が分かれる。
- プルゼニ～ドマジリツェ町間
平日は1～2時間に一本、休日は2時間に一本の運行。ただし平日はプルゼニ口で本数が多く、プルゼニ～ストド間は1時間に1本運行する時間帯が長い。
2017年以前は、大部分がドマジリツェ止まりで、ドマジリツェ町まで運行する便は一日1-3往復であった。

- ドマジリツェ - フルト・イム・ヴァルト - シュヴァンドルフ間　【土曜・休日運行】
一日2往復の運行。フルト以南はドイツ国鉄875号線のシュヴァンドルフまで直通する。
2017年以前は、ドマジリツェ～ドマジリツェ町間の区間運転が多く、プルゼニ発着便も合わせて平日5.5往復・休日7往復運行していた。2020年以前は、平日も一日2往復運行していた。

- ホリーショフ - スタニコフ - ポビェジョヴィツェ
一日あたり、平日1往復、休日4往復の運行。スタニコフ以西は182号線に直通する。途中、ドルニー・カメニツェを通過する。
2019年末に運行を開始した。2021-23年度は、平日に運行していなかった。

### 臨時列車
- プルゼニスキー・ホドヴァル・エクスプレス号（快速）
旧型車両。年1日のみ、プルゼニ - スタニコフ - ホドヴァー・プラナー間に1往復運行する。スタニコフ以西は182号線に直通する。途中、プルゼニ南郊外、ヴェイプルニツェ、ニールジャニ、ストド、ホリーショフに停車する。

### 過去の運行列車
- 特急「ユーロシティ(EC)」
2014年末から2017年まで運行。プラハ～プルゼニ～フルト～ミュンヘン間に、一日2往復運行していた。プルゼニ以東は170号線、フルト以南はドイツ国鉄875号線に直通し、途中ドマジリツェのみに停車していた。ドイツ国内では、アリヴァ・レンダーバーン・エクスプレス（ALEX）として運行していた。エクスプレス(Ex)とは同じ停車駅であったが、ビストロ付き・車内Wi-fiあり等の違いがあった。
2014年はエクスプレス(Ex)として運行していた。2017年末に、ビストロ車両、子供用スペース、女性用スペースをなくし、エクスプレス(Ex)に再び格下げとなった。

## 駅一覧
以下では、チェコ国鉄180号線の駅と営業キロ、停車列車、接続路線などを一覧表で示す。
- 種別
  - EC：超特急
  - Sp：快速
  - Os：普通
- 停車駅
  - ■印：全列車停車
  - ●印：大部分停車、一部通過
  - ｜印：全列車通過

| 路線名 | 駅名                       | 駅間営業キロ | 累計営業キロ     | 累計営業キロ     | EC | Sp | Os | 接続路線                                                                          | 所在地                     | 所在地         |
| ------ | -------------------------- | ------------ | ---------------- | ---------------- | -- | -- | -- | --------------------------------------------------------------------------------- | -------------------------- | -------------- |
| 170    | プルゼニ本駅               | -            | プラハから 109.7 | プルゼニから 0.0 | ■  | ■  | ■  | 160号線（モスト方面） 170号線（プラハ方面、クラトヴィ方面） 191号線（ブルノ方面） | プルゼニ州                 | プルゼニ市     |
| 180    | プルゼニ南郊外駅           | 1.5          | 111.2            | 1.5              | ｜ | ■  | ■  | 177号線（ヘブ方面）                                                               | プルゼニ州                 | プルゼニ市     |
| 180    | プルゼニ・スクヴルニャニ駅 | 1.5          | 112.7            | 3.0              | ｜ | ｜ | ●  |                                                                                   | プルゼニ州                 | プルゼニ市     |
| 180    | ヴェイプルニツェ駅         | 4.7          | 117.4            | 7.7              | ｜ | ｜ | ■  |                                                                                   | プルゼニ州                 | プルゼニ北郡   |
| 180    | トルチナー駅               | 3.2          | 120.6            | 10.9             | ｜ | ｜ | ■  |                                                                                   | プルゼニ州                 | プルゼニ北郡   |
| 180    | ニールジャニ駅             | 2.5          | 123.1            | 13.4             | ｜ | ■  | ■  | 181号線（ヘルジマノヴァ・フチ方面）                                               | プルゼニ州                 | プルゼニ北郡   |
| 180    | ズブーフ駅                 | 4.7          | 127.8            | 18.1             | ｜ | ■  | ■  |                                                                                   | プルゼニ州                 | プルゼニ北郡   |
| 180    | ホチェショフ・ウ・ストダ駅 | 3.2          | 131.0            | 21.3             | ｜ | ■  | ■  |                                                                                   | プルゼニ州                 | プルゼニ南郡   |
| 180    | ストド駅                   | 4.0          | 135.0            | 25.3             | ｜ | ■  | ■  |                                                                                   | プルゼニ州                 | プルゼニ南郡   |
| 180    | フラデツ・ウ・ストダ駅     | 2.5          | 137.5            | 27.8             | ｜ | ■  | ■  |                                                                                   | プルゼニ州                 | プルゼニ南郡   |
| 180    | ホリーショフ駅             | 5.0          | 142.5            | 32.8             | ■  | ■  | ■  |                                                                                   | プルゼニ州                 | ドマジリツェ郡 |
| 180    | ドルニー・カメニツェ駅     | 2.1          | 144.6            | 34.9             | ｜ | ｜ | ●  |                                                                                   | プルゼニ州                 | ドマジリツェ郡 |
| 180    | スタニコフ駅               | 4.2          | 148.8            | 39.1             | ｜ | ■  | ■  | 182号線（ポビェジョヴィツェ方面）                                                 | プルゼニ州                 | ドマジリツェ郡 |
| 180    | オスヴラチーン駅           | 4.1          | 152.9            | 43.2             | ｜ | ｜ | ●  |                                                                                   | プルゼニ州                 | ドマジリツェ郡 |
| 180    | ブリージェヨフ駅           | 4.1          | 157.0            | 47.3             | ｜ | ■  | ■  |                                                                                   | プルゼニ州                 | ドマジリツェ郡 |
| 180    | ミラフチェ駅               | 4.3          | 161.3            | 51.6             | ｜ | ｜ | ●  |                                                                                   | プルゼニ州                 | ドマジリツェ郡 |
| 180    | ドマジリツェ駅             | 6.8          | 168.1            | 58.4             | ■  | ■  | ■  | 185号線（クラトヴィ方面）                                                         | プルゼニ州                 | ドマジリツェ郡 |
| 180    | ドマジリツェ町駅           | 1.3          | 169.4            | 59.7             | ｜ |    | ■  | 184号線（タホフ方面）                                                             | プルゼニ州                 | ドマジリツェ郡 |
| 180    | バビロン駅                 | 6.8          | 176.2            | 66.5             | ｜ |    | ■  |                                                                                   | プルゼニ州                 | ドマジリツェ郡 |
| 180    | チェスカー・クビツェ駅     | 2.9          | 179.1            | 69.4             | ｜ |    | ■  |                                                                                   | プルゼニ州                 | ドマジリツェ郡 |
| 180    | フルト・イム・ヴァルト駅   | 11.7         | 190.8            | 81.1             | ■  |    | ■  | ドイツ国鉄875号線（ミュンヘン方面）                                               | オーバープファルツ行政管区 | カーム郡       |